# آماندا سینالی
آماندا سینالی (انگلیسی: Amanda Cinalli؛ زادهٔ ۱۰ مهٔ ۱۹۸۶) بازیکن فوتبال اهل ایالات متحده آمریکا است.
از باشگاه‌هایی که در آن بازی کرده‌است می‌توان به آتلانتا بیت و شیکاگو رد استارز اشاره کرد.
وی همچنین در تیم‌های ملی فوتبال United States women's national under-17 soccer team، زیر ۲۳ سال زنان ایالات متحده آمریکا، و زیر ۲۳ سال زنان ایالات متحده آمریکا، بازی کرده‌است.